# Ernst Rüdiger von Starhemberg (Feldmarschall)

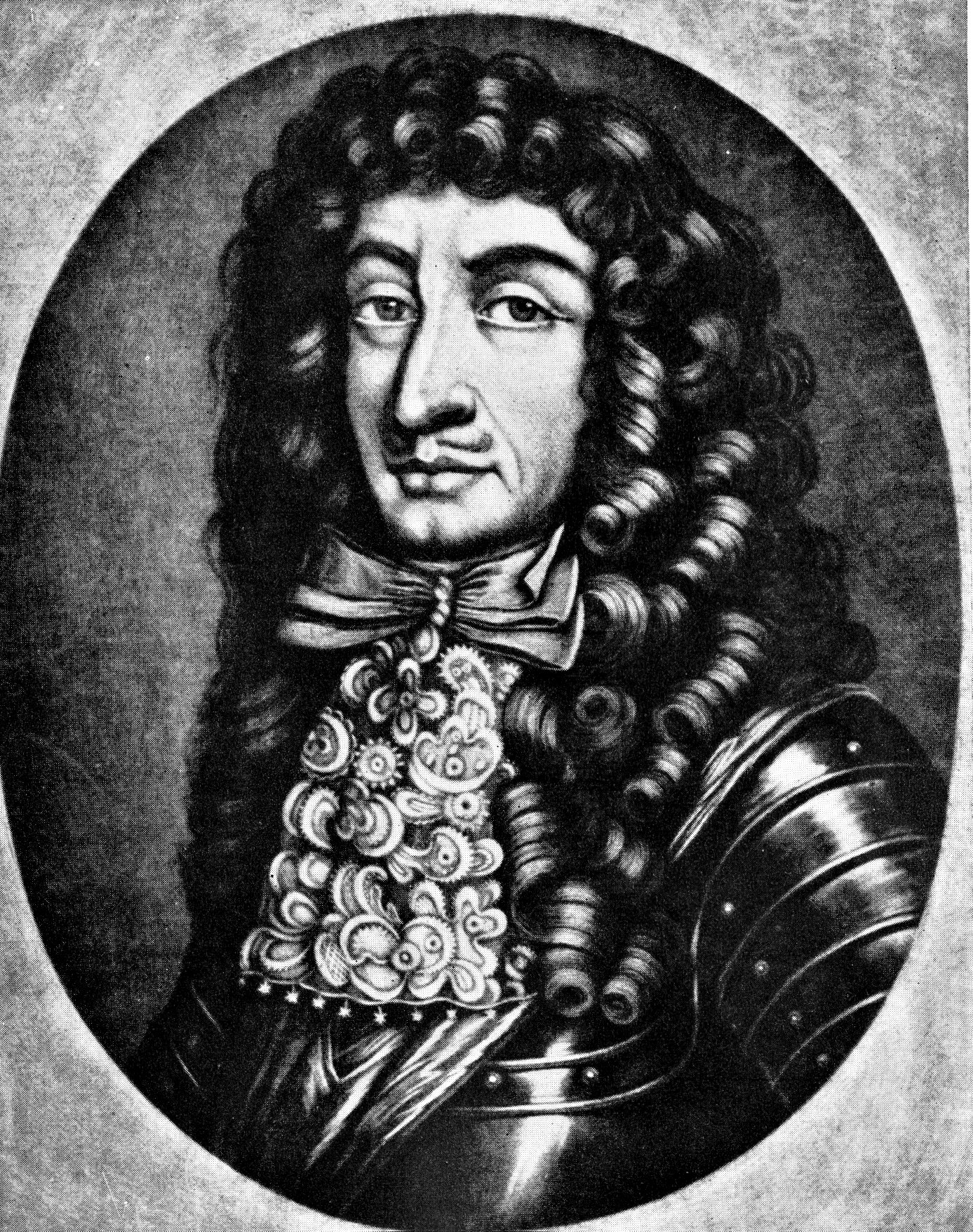
Graf Ernst Rüdiger von Starhemberg von Peter Schenk

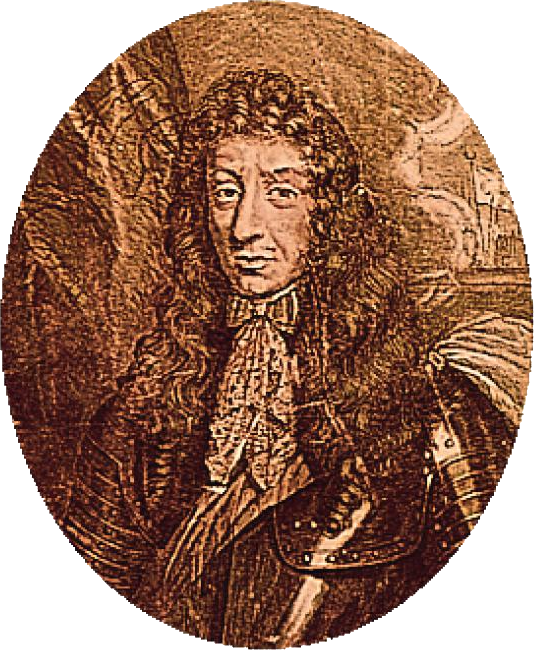
Graf Ernst Rüdiger von Starhemberg

Ernst Rüdiger Graf von Starhemberg (* 12. Jänner 1638 in Graz; † 4. Juni 1701 in Vösendorf bei Wien) war ab 1680 Wiener Stadtkommandant und leitete 1683 die Verteidigung der Stadt während der Zweiten Türkenbelagerung. In der Folge wurde er zum Feldmarschall der Kaiserlichen Armee ernannt und ab 1691 Präsident des Hofkriegsrates unter Kaiser Leopold I.

## Leben
Ernst Rüdiger von Starhemberg war der Sohn von Konrad Balthasar von Starhemberg (1612–1687) und Anna Elisabeth von Zinzendorf († 1659). Maximilian Lorenz von Starhemberg (* um 1640; † 1689) war sein Bruder, Gundaker Thomas Starhemberg (1663–1745) sein Halbbruder.
Starhemberg war ein in den Kriegen gegen Franzosen und Türken unter Raimondo Montecuccoli seit den 1660er Jahren bewährter Militärführer. 1674 wurde er zum Generalfeldwachtmeister, 1675 zum Feldmarschall-Leutnant, 1680 zum Wiener Stadtkommandant und Oberst der Stadtguardia und 1682 zum Feldzeugmeister befördert. Als Wiener Stadtkommandant hatte er, je nach Quelle, 13.000 bis 20.000 Mann zur Verfügung, denen etwa 120.000 Mann der Osmanen unter der Führung von Kara Mustafa gegenüberstanden. Dass er am 15. Juli 1683 dennoch eine Kapitulation ablehnte, hing mit seinem Vertrauen auf ein baldiges Entsatzheer des Kaisers Leopold I. zusammen – sowie auf die Stadtmauern, die seit der Ersten Türkenbelagerung 1529 erheblich verstärkt worden waren. Als aber dieses Heer unter Johann III. Sobieski erst Mitte September eintraf, hätte Wien nur mehr wenige Tage durchhalten können – seine Mauern waren durch die türkischen Mineure, die lange Gänge bis unter die Stadtmauer gruben und dort große Sprengkörper (Minen) zur Explosion brachten, gefährdet. Die Verzögerung der kaiserlich-polnischen Allianz mit Bayern und Sachsen hing mit der Uneinigkeit Europas zusammen. Am 12. September griff endlich das Entsatzheer in der Schlacht am Kahlenberg mit Truppen aus Venedig, Bayern, Sachsen und Polen (80.000 Mann unter dem Kommando von König Sobieski) an und konnte die über eine Taktik für einen Zweifrontenkrieg uneinigen Türken schlagen.
Zum Dank für die Rettung Wiens wurde Starhemberg von Kaiser Leopold zum Feldmarschall ernannt und erhielt die Würde eines Staats- und Konferenzministers sowie das Recht, den Stephansturm in seinem Wappen zu führen. Im Verlauf des Großen Türkenkrieges wurde er 1686 bei der Belagerung von Ofen durch einen Schuss in die linke Hand, was die Amputation eines Fingers erforderte, so schwer verwundet, dass er sein Kommando niederlegen musste.
Ab 1691 war er Präsident des Hofkriegsrats und war für die Organisation der österreichischen Armee verantwortlich. Als solcher modernisierte er das Heer, strukturierte es um und die Artillerie bekam durch ihn mehr Gewicht.

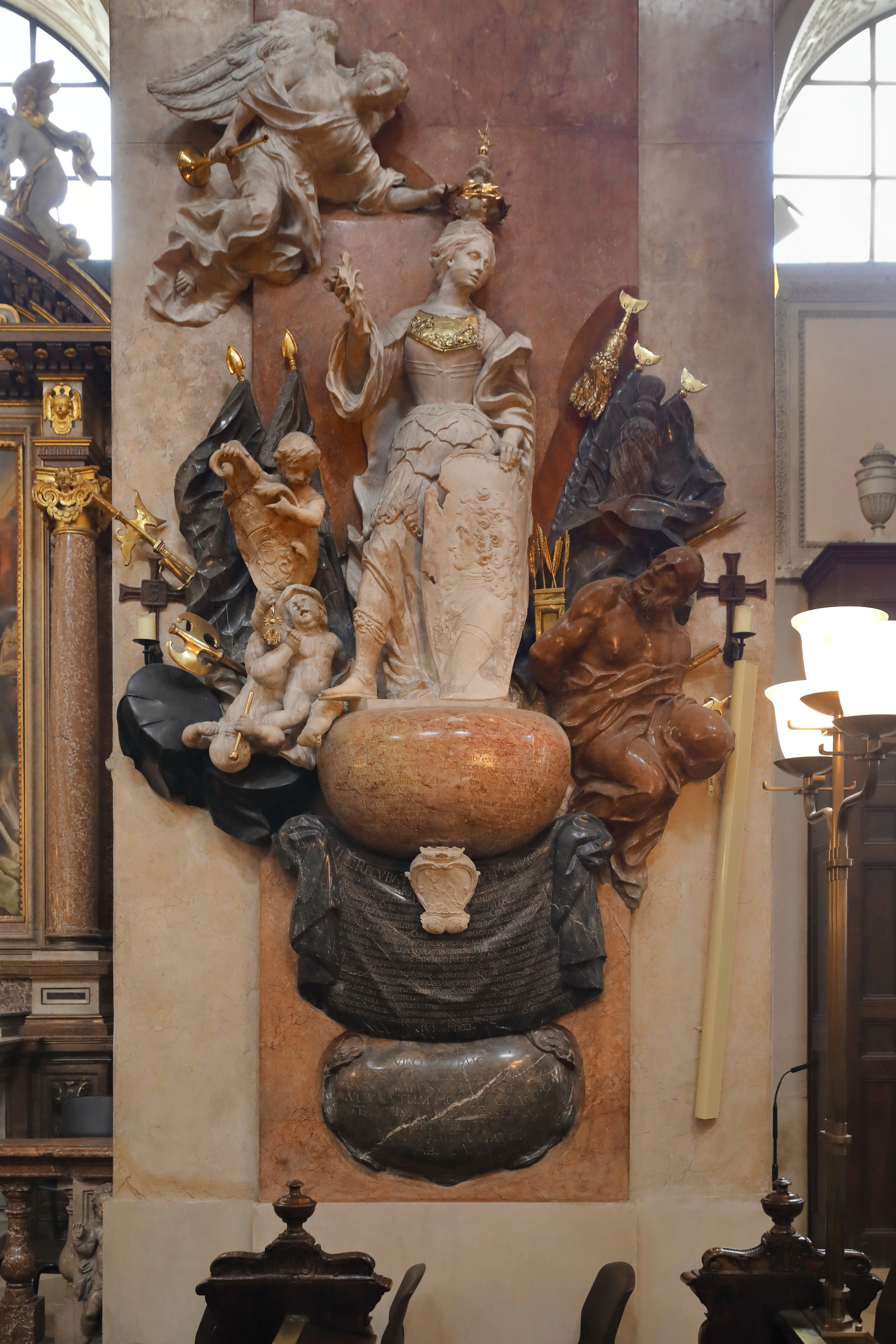
Grabdenkmal in der Schottenkirche

Er starb am 4. Juni 1701 in Vösendorf (heute Bezirk Mödling). Sein von Joseph Emanuel Fischer von Erlach geschaffenes Grabmal ist in der Schottenkirche in Wien zu finden. Sein Neffe Guido von Starhemberg war ebenfalls Militär in österreichischen Diensten und kämpfte als Adjutant an seiner Seite.

### Inschrift auf seinem Grabmal
„Hier ruht unter diesem Marmorstein Ernst Rüdiger Reichsgraf und Herr von Starhemberg, des erhabenen Kaisers Leopold geheimer Konferenzrat und Kammersekretär, Hofkriegsratspräsident, Obrist der Infanterie, Militärkommandant dieser Stadt und der Befestigungsanlagen von Wien, auch Ritter vom Goldenen Vließ, welcher, aus hochberühmter Familie stammend, ein durch Tatkraft rühriger, durch Klugheit scharfsichtiger, in der Schriftstellerei feinsinniger Mann war, ein tapferer, durch Geschenke unbestechlicher Krieger, … 44 Jahre überaus nützlichen Dienstes zurücklegte.
Seine vornehmste Ruhmestat ist es, dass Wien gegen eine unzählbare Zahl von Ottomanen unter seinem glückverheissenden Befehl – man hätte wohl nicht zu sagen gewusst, ob mehr durch Glück oder mehr durch Tapferkeit – neun Wochen hindurch verteidigt wurde, für welche Tat es der glorreiche Lohn war, dass der Turm von St. Stephan, den du hier siehst und der mit heidnischen Symbolen versehen war, mag er auch durch seine Masse die dorrenden Gebeine des ruhmreichen Helden hier gleichsam erdrücken, dennoch, sich die Spitze wieder in die Wolken reckte und der Adler nach Hinabschleudern des 〈Halb-〉Mondes von dort 〈wieder〉 seine Schwingen breitete, den unsterblichen Ruhm des Genannten bis zu den Gestirnen emportrug. Er lebte 64 Jahre, 4 Monate und 24 Tage …“

## Rezeption
Durch die kaiserliche Entschließung von Franz Joseph I. vom 28. Februar 1863 wurde Ernst Rüdiger von Starhemberg in die Liste der „berühmtesten, zur immerwährenden Nacheiferung würdiger Kriegsfürsten und Feldherren Österreichs“ aufgenommen, zu deren Ehren und Andenken auch eine lebensgroße Statue in der Feldherrenhalle des damals neu errichteten k.k. Hofwaffenmuseums (heute Heeresgeschichtliches Museum Wien) errichtet wurde. Die Statue wurde 1872 vom Bildhauer Anton Dietrich (1799–1872) aus Carrara-Marmor geschaffen, gewidmet wurde sie von Camillo Fürst Starhemberg (1804–1872).
Weiters ist im Heeresgeschichtlichen Museum die Zweite Wiener Türkenbelagerung sowie die Entsatzschlacht vom 6. September 1683 ausführlich dokumentiert. Unter den ausgestellten Objekten befindet sich auch der Degen Starhembergs sowie ein ihm zugeschriebener Kürass.
Im Jahr 1862 wurde in Wien-Margareten (5. Bezirk) die Rüdigergasse nach ihm benannt und 1938 in Wieden (4. Bezirk) die Graf-Starhemberg-Gasse. Überdies trägt die Starhemberg-Kaserne im 10. Wiener Gemeindebezirk – Favoriten – seinen Namen.
In der späteren Geschichtsschreibung wurde er vielfach als „Retter Österreichs und des Abendlandes“ bezeichnet, während des Austrofaschismus Anfang des 20. Jahrhunderts wurde das „Türkengedenken“ (1933 jährte sich die Belagerung zum 250. Mal) politisch instrumentalisiert. Starhembergs namensgleicher Nachfahre Ernst Rüdiger Starhemberg nahm als Vizekanzler und Bundesführer der Vaterländischen Front eine tragende Funktion in dem Regime ein.
Rechtsterroristen nahmen bei ihren Taten wiederholt Bezug auf die Verteidigung Wiens gegen die Türken und Starhemberg: der Briefbombenattentäter Franz Fuchs verwendete den Namen Starhembergs als Absender einer seiner Bomben und der mutmaßliche Attentäter der Anschläge von Christchurch 2019 schrieb den Namen Ernst Rüdiger von Starhemberg auf seine halbautomatische Waffe.

## Familie
Heinrich Ernst Rüdiger von Starhemberg war zweimal verheiratet. Seine erste Frau war eine entfernte Verwandte Helena Dorothea von Starhemberg (* Wildberg 1634; † 19. Dezember 1688 in Wien). Er heiratete sie am 7. Dezember 1658. Das Paar hatte folgende Kinder:
- Reichard († 19. August 1691)
- Elisabeth Susanna (1660–1683) ⚭ September 1680 Graf Hieronymus von Thurn-Valsassina († 3. Mai 1720 in Görz)
- Heinrich Balthasar († 6. September 1686)
- Maria Katharina (* Wien 1663; † 2. Januar 1743 in Eien) ⚭ 20. Februar 1686 Graf Otto Heinrich von Hohenfeld (* 1645; † 25. Februar 1719 in Wien)
- Raimund Gundacker Anton Gottfried (* 13. Februar 1671; † 16. April 1671)
- Maria Gabriela Barbara (* 2. Dezember 1673 in Wien; † 23. Februar 1745 in Graz)

⚭ (1685 Stanislaus Wessel ?)
⚭ Juni 1692 Franz Karl von Dünewald (vor 1694), Sohn von Johann Heinrich von Dünewald
⚭ Graz 1694 Maximilian Siegmund von und zu Trauttmansdorff-Weinsberg (*  25. Februar 1668 in Graz; † 19. Dezember 1732 in Graz)
Seine zweite Frau war Gräfin Maria Josepha Jörger zu Tollet (* 1668; † 12. März 1746 in Wien), Tochter des Johann Quentin von Jörger. Sie haben am 14. Mai 1689 in Wien geheiratet. Das Paar hatte folgende Kinder:
- Helena Antonia ⚭ Freiherr Karl Ferdinand von Welz
- Maria Antonia (* 5. Mai 1692 in Wien; †  27. Dezember 1742 in Wien); ⚭  25. November 1714 Graf Franz Anton von Starhemberg (* 30. Juli 1691 in Wien; † 5. Juli 1743 in Prag)
- Maria Anna (* 1693; † 30. März 1694)
- Gabriele (* August 1696; † 22. April 1697)
- Josefa (* ca. 1698; † 4. Mai 1701)

Maria Josepha heiratete, nach dem Tod ihres Mannes, 1707 seinen jüngeren Bruder Gundaker Thomas Starhemberg.